# 相馬恵胤

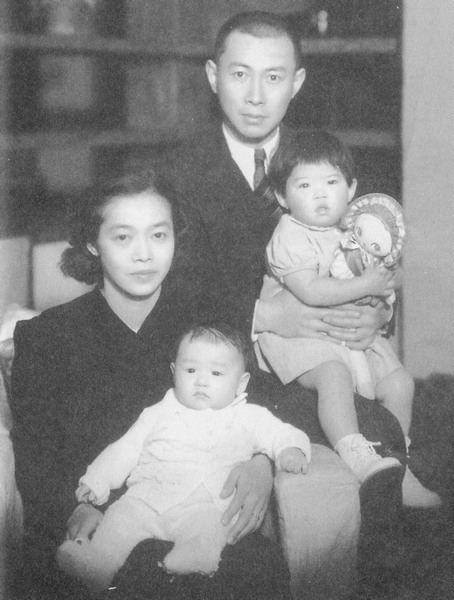
1941年の出征前、妻の雪香と子供たちと共に撮影

相馬恵胤（そうま やすたね、大正2年（1913年）3月9日 - 平成6年（1994年）1月4日）は、旧陸奥相馬中村藩主の相馬子爵家32代当主。相馬孟胤の子。妻は尾崎行雄の三女雪香。子に相馬和胤。
学習院高等科を経て、1941年東京帝国大学文学部倫理学科卒業後、宮内庁事務官になった。昭和11年（1936年）2月に父孟胤が死亡したのちに相続。競走馬の馬主となり、日本馬主協会連合会第8代会長となる。相馬市に二の丸球場や長友グラウンドなどを寄贈した。また、相馬野馬追の振興に大きく貢献し、相馬市名誉市民になった。